# Maojingba
Maojingba (kinesiska: 茅荆坝乡, 茅荆坝) är en socken i Kina. Den ligger i provinsen Hebei, i den norra delen av landet, omkring 230 kilometer nordost om huvudstaden Peking. Antalet invånare är 8 375. Befolkningen består av 3 974 kvinnor och 4 401 män. Barn under 15 år utgör 17,0 %, vuxna 15-64 år 73 %, och äldre över 65 år 8,0 %.
Genomsnittlig årsnederbörd är 737 millimeter. Den regnigaste månaden är juni, med i genomsnitt 203 mm nederbörd, och den torraste är januari, med 2 mm nederbörd.